# مهدی روشنفکر
محمد بهرامی
محمد بهرامی سیف آباد(متولد ۱۳۵۲ در بویر احمد)
نماینده مردم شریف شهرستانهای بویراحمد،دنا و مارگون در مجلس شورای اسلامی
نایب رییس کمیسیون انرژی
دارای دکترای مدیریت از دانشگاه تهران و عضو هیت علمی دانشگاه 
شهردار اسبق موفق و با رزومه قوی شهر یاسوج

## نمایندگی مجلس
بهرامی در دوازدهمین انتخابات مجلس شورای اسلامی که در تاریخ ۲ اسفند 1403 برگزار شد، با کسب 73 هزار و ۸۹۵ رای از مجموع ۱۷۵ هزار و ۸۵۴ رای ماخوذه، از حوزه انتخابیه بویراحمد، دنا و مارگون از استان کهگیلویه و بویراحمد وارد مجلس شورای اسلامی شد. 
او در اولین حضور خود نایب رییس کمیسیون انرژی شد.